# Hindringham
Hindringham est un village et une paroisse civile du Norfolk, en Angleterre.